# Heroes Chronicles
Heroes Chronicles (укр. Хроніки Героїв) — це серія з восьми додаткових кампаній для покрокової стратегії Герої Меча і Магії III, створених New World Computing і виданих компанією The 3DO Company впродовж 2000—2001 років. Інколи подається як окреме доповнення.
«Хроніки Героїв» засновані на обмеженій версії ігрового рушія Героїв Меча і Магії III. У «Хроніках» неможливо грати в багатокористувацькій грі або на окремих картах, але вони не вимагають наявності оригінальних Героїв Меча і Магії III.
Сюжети «Хронік Героїв» оповідають про пригоди варвара Тарнума, колись жорстокого правителя, приреченого на безсмертя, допоки він не відкупить свої гріхи подвигами в ім'я добра.

## Епізоди
«Хроніки Героїв» було видані компанією 3DO у восьми епізодах, тематично згрупованих по два. З них перші шість вийшли на CD-дисках. Останні два епізоди були доступні для завантаження лише з офіційного сайту 3DO до 28 січня 2001 року. Встановити і пограти в них могли лише ті користувачі, в яких вже були дві або три попередні «Хроніки». Два фінальні епізоди «Хронік Героїв», «Крижаний клинок» і «Повстання володаря звірів», пізніше вийшли на одному CD-диску, об'єднані під назвою «Останні глави» (англ. The Final Chapters).
- «Воїни Степів» (англ. Warlords of the Wasteland) і «Завоювання Пекла» (англ. Conquest of the Underworld) — 21 вересня 2000;
- «Сутичка Драконів» (англ. Clash of the Dragons) і «Повелителі стихій» (англ. Masters of the Elements) — 15 листопада 2000;
- «Світове древо» (англ. The World Tree) — 27 вересня 200 і «Полум'яний Місяць» (англ. Fiery Moon) — 15 листопада 2000;
- «Крижаний клинок» (англ. The Sword of Frost) і «Повстання володарів звірів» (англ. Revolt of the Beastmasters) (об'єднані у The Final Chapters) — 1 червня 2001.

Усі вісім епізодів були повторно випущені Good Old Games в червні 2011 року під назвою Heroes Chronicles: All Chapters.

## Ігровий процес

### Основи
Ігровий процес такий самий, як і в інших частинах Heroes of Might and Magic III. Гравець наймає і розвиває героїв, захоплює і розбудовує міста, збирає ресурси і артефакти, б'ється з ворогами. Але деякі аспекти ігрового процесу не стикуються з сюжетом і не є характерними для режиму кампанії в Heroes of Might and Magic III. Наприклад, якщо ворог втратив героя, то через деякий час його можна найняти в Таверні. Так, якщо в 8-му сценарії розбити армію героя Джелу, то можна буде його найняти.
Попри те, що «Хроніки Героїв» є самостійними доповненнями і не вимагають наявності оригінальних Героїв Меча і Магії III, вони мають суто одиночні кампаній. Єдиними нововведеннями в них є окремо оформлене головне меню, окремий вступний ролик до кожної частини, а також різні портрети головного героя, залежно від кампанії.

### Кампанії
У шести «Хроніках» кампанії складаються з восьми місій, у «Світовому дереві» і в «Полум'яному Місяці» їх п'ять. Крім того, у всіх «Хронік», крім бонусних, є своя навчальна місія, виконана в характерному стилі, і можливість попередньої гри на сценаріях з інших частин. В ігровому процесі кожної з кампаній гравець зосереджується на розвитку певного типу міста Героїв III і відповідного класу головного героя.
- «Воїни степів» — кампанія Твердині;
- «Завоювання пекла» — Замку;
- «Сутичка драконів» — Оплоту;
- «Повелителі стихій» — Башти;
- «Світове древо» і «Полум'яний Місяць» — Твердині;
- «Крижаний клинок» — Фортеці;
- «Повстання володарів звірів» — Підземелля.

## Сюжет
Сюжет «Хронік Героїв» тісно пов'язаний з сюжетом Героїв Меча і Магії III: дія розгортається на континенті Антагаріч у світі Енрот і охоплює різні епохи його історії. Сюжети кампаній зосереджені навколо життя варвара Тарнума (англ. Tarnum), відомого як Безсмертний Герой, якому боги дали безсмертя для спокутування гріхів, за які його не приймають Раю. Ці божества, знані як Предки (англ. Ancestors), доручають йому різні завдання, які герою належить виконати, щоб отримати прощення. Виконуючи волю Предків, Тарнум поступово усвідомлює помилки свого минулого, але водночас дедалі більше впадає у відчай через сумніви чи йому вдасться коли-небудь потрапити до Раю.

### Воїни степів
Сценарії: Король варварів, Злочинний король, Ультиматум, Війна за Болотні землі, Облога Волпікса, Пастка, Нищи і пали, Сталевий ріг
Коли країни, відомі з Героїв Меча і Магії III, ще не утворилися, всім континентом Анатагріч правила могутня імперія чарівників під назвою Бракадун (Bracaduun) (в майбутньому Бракада). Королі-чарівники жорстоко гнітили народи імперії, включаючи поневолених варварів Степів, серед яких жив пастух Тарнум з клану Рабака, котрий мріяв стати прославленим героєм.
Одного дня Тарнум зустрічає старого пораненого барда, який розповідає, що до появи імперії чарівників варвари правили величезним королівством від океану до океану, яке створив варвар Джарг. Проникшись ідеєю повторити подвиги Джарга, Тарнум замислює повернути континент варварам та розшукати свою сестру, забрану чарівниками. Тарнум збирає військо і йде війною на імперію. Тоді чарівник Курл ув'язнює останніх чотирьох бардів, які знають історію імперії, та вимагає в обмін на них життя Тарнума. Варвар відкидає такі умови і атакує чарівника. Курл все ж страчує головного барда, та трьох інших Тарнум визволяє та вбиває Курла. Після цього він змушує жителів Болотяних земель (Mudlands), чиї лорди воювали один з одним, перейти на його бік, і вирушає далі через неприступні гори.
Під час штурму гарнізону імперії в ущелині Волпікс, чарівники насилають на армію Тарнума лавину, що знищує велику кількість його військ. Тарнум вирушає на північ, де живуть нащадки Джарга. Але ті виявиляються простими селянами, що розлючує Тарнума. Заради досягнення мети Тарнум має намір самотужки вбити всіх чарівників і більше нікого не шкодує. Він спалює на своєму шляху села і вбиває всіх, хто відмовлявся приєднатися до боротьби. Наближені відвератються від нього, вважаючи божевільним. Тарнум отруює всіх своїх капітанів під час трапези і, хоча підозрює всіх у зраді, наказує військам завершити знищення Бракадуна. В ході війн варвар знаходить свого батька, котрий розчарований діями сина та згодом помирає. Імперія врешті зазнає остаточної поразки, а її останній оплот, Стілхорн (Сталевий Ріг) варвари з жорстокістю захоплюють. Тарнум нарешті знаходить свою сестру, але зрозумівши, що вона тепер віона імперії, вбиває її.
Через кілька років після падіння Бракадуна на руїнах імперії виникає країна Ератія, яку очолює лицар Ріон Грифонхарт. В ході визвольної війни Ератія відбиває у варварів завойовані ними землі й виганяє у степи, де потім утворилася варварська держава Крюлод. Тарнум і Ріон стикаються в поєдинку, де Грифонхарт долає варварського тирана. Після загибелі душа Тарнума постає перед трьома божествами варварів — Предками. За злодіяння, які він скоїв, завойовуючи Бракадун, божества визнають його негідним увійти в Рай, поки він не спокутає гріхи подвигами. Предки повертають його на Анатагріч, де Тарнум втілюється як Безсмертний Герой.

### Завоювання Пекла
Сценарії: Брама Цербера, Човняр, Істина всередині кошмарів, Сплутані тунелі, Засідка Джорма, Старі рани, Під командуванням королеви, Ніколи не укладайте угоду з демоном
За якийсь час після смерті засновника Ератії Ріона Грифонохарта, його дочка, королева Еллісон, бачить сон, в якому душа її батька була викрадена з Раю демонами і перенесена в Пекло. Предки посилають Тарнума допомогти королеві Еллісон визволити душу Ріона з підземель Пекла. Це обурює Безсмертного Героя, адже саме Ріон вбив його в минулому житті. Видаючи себе за лицаря і, взявши під командування армію королеви, Тарнум неохоче спускається в Пекло крізь Браму Цербера. Доставити його далі може тільки човняр, який вимагає як оплату артефакт Сферу Заборони, пошуками котрої варвар і займається. Подорожуючи разом з лицарями, Тарнум дізнається, що їх принципи і позитивні якості запозичені від варварів, тоді як ті варвари, якими він колись правив, перетворилися на безчесний кровожерливий народ, а про самого Тарнума пам'ятають як про злого дикуна.
Підземелля Пекла викликають у свідомості Тарнума і його людей страшні спогади з минулого. В одному з таких спогадів Тарнум бачить видіння: виявляється, варвари мало не вбили його старшу сестру, яка була врятована Ріоном. Пізніше вони одружилися і сестра Тарнума народила Ріону дитину, якою тепер є королевою Еллісон. Тарнум замовчує це, побоюючись, що інакше його справжню особу викриють. Єдиним, хто дізнався про минуле Безсмертного Героя, стає його капітан розвідки Менсор, який сумнівається в лицарському походженні Тарнума. Згодом Тарнум рятує життя Менсона і той обіцяє не видавати його таємниці.
Дізнавшись, що душу Ріона викрав демон Джорм, Тарнум укладає угоду з іншим демоном — Герцогом Дізеліском. Той був осліплений у бою з ератійським лицарем, тож просить Тарнума знайти Брелок Ясновидіння, який поверне йому зір, і тоді він допоможе в боротьбі. Але після перемоги над Джормом з'ясовується, що угода з Дізеліском була обманом, щоб полонити королеву Еллісон. Демони розбивають армію Тарнума і вбивають його самого.
Бувши безсмертним, Тарнум згодом повертається до життя та зустрічається з душею Ріона. Той розповідає йому, що був принесений сюди лише як приманка для Еллісон, а Герцог Дізеліск, дочекавшись нагоди, викрав спадкоємицю, щоб дезорганізувати армію Ератії, захопити королівство, і остаточно знищити Ріона. Весь похід був спланований Дізеліском, адже саме Ріон колись відбив його вторгнення у наземний світ, та осліпив демона.
Ріон і Тарнум миряться і Безсмертний Герой, зібравши нову армію, долає Герцога Дізеліска, визволяє Еллісон, а душа її батька повертається до Раю. У призначений день, коли королева планувала посвятити Тарнума в свої захисники, Безсмертний Герой покидає її замок та зникає.

### Повелителі стихій
Сценарії: Проблеми з магією, Прогулянка по хмарах, Не пийте воду, Жорстке місце, Секрет полум'я, Об'єднуюча магія, Птахи Вогню, Повелителі стихій
Предки розповідають Тарнуму, що коли боги створювали Енрот, то відгородили його від загрози з боку жадібних повелителів елементалів — духів стихій Повітря, Вогню, Землі й Води. На 10 000 років ці Повелителі стихій були замкнені у власних світах, званих Планами (англ. Plane), але цей час вийшов, і тепер вони планують вторгнення в Енрот. Їх метою є поглинання кожної з чотирьох стихій, на єдності яких тримається світобудова Енроту, в результаті світ буде знищений. Щоб зупинити Повелителів стихій, Тарнум повинен здійснити подорож в їхні Плани і завадити їм привести в Енрот армії.
Тарнуму доводиться вивчати магію, яку він ненавидів з часів війни з імперією Бракадун, щоб здолати елементалів. Тому, коли король Гевін Магнус — безсмертний правитель країни чарівників Бракади — на прохання Предків організовує для Тарнума свою армію, той відразу ж вступає в конфлікт зі своїм новим військом. Тарнума дратує м'якотілість, святенництво і перфекціонізм чарівників, а тих — вульгарні манери і грубий спосіб життя варвара. Протягом всієї кампанії Гевін і Тарнум всіляко змагаються один над одним, протиставляючи фізичну силу і чаклунство. Поступово і Тарнум, і чарівники усвідомлюють, що в тому і в іншому є свої переваги.
Захопивши місто елементалів в Енроті, Тарнум відкриває портал і подорожує через чотири стихійних світи — Плани Повітря, Води, Землі і Вогню, по черзі знищуючи в них ворожі армії. Однак самі Повелителі стихій — Шелвенд (англ. Shalwend), Акваландер (англ. Acwalander), Гралкор (англ. Gralkor) і Піраннест (англ. Pyrannaste) відповідно — встигають покинути свої світи, і при цьому закривають для Тарнума всі портали, які ведуть назад в Енрот.
Під час подорожі по Плану Землі, Тарнум зустрічає чарівника на ім'я Римус, який вирушив туди з Енроту двісті років тому, але в самому Плані прожив лише шістнадцять років. Так Тарнум здогадується, що Повелителі стихій змінили часову паралель між його і їх світами, щоб зміцнити свої бойові позиції в Енроті раніше, ніж Тарнум повернеться назад. У Плані Вогню Тарнум і його чарівники звільняють бойових феніксів, поневолених Піраннестом, і дізнаються про існування Плану Магії, який пов'язує воєдино всі стихії. Взявши в свою армію феніксів і захопивши План Магії, вони тим самим отримують велику перевагу проти ворога і спосіб повернутися в Енрот.
Поки Тарнум подорожував по Планах елементалів, в Енроті минуло тридцять років, і Повелителі стихій вже почали своє вторгнення. Король Бракади Гевін Магнус, який надіслав додаткові війська для Тарнума, просить Безсмертного Героя про особисту зустріч. Гевін Магнус розповідає, що був одним з чарівників імперії Бракадун, проти яких Тарнум повстав в часи своєї молодості. Магнус виявив, що став безсмертним через невідоме заклинання, коли зміг вижити під час штурму міста Стілхорн. Пізніше він заснував королівство Бракада і стежив за подвигами Безсмертного Героя, поступово проникшись до нього повагою. Але невдовзі стає ясно, що Гевін Магнус намагається завоювати прихильність Тарнума, щоб дізнатися секрети Планів елементалів і самому керувати ними. Тарнум вважає, що безсмертя зробило короля Бракади занадто холоднокровною людиною, якій не можна довіряти таку силу. Тому, після перемоги над Повелителями стихій, Тарнум відсилає всіх елементалів назад в їх Плани і руйнує зв'язок між їх світами й Енротом, а за допомогою психічних елементалів стирає пам'ять про Плани у всіх побувалих там чарівників. Таким чином, ніхто в Енроті більше не зможе взяти владу над духами стихій.
Зрозумівши, що чари зіграли вирішальну роль у війні з Повелителями стихій, Тарнум визнає їх необхідність, і при цьому сам проявляє себе як сильний маг, але все ж воліє повернутися до варварського способу життя.

### Сутички драконів
Сценарії: Та, хто говорить з драконами, Кров дракона, Матері драконів, Іржаві дракони, Недовіра, Дракони з ажурними крилами, Дракони глибокої синяви, Сутички драконів
Після минулих пригод Тарнум два десятиліття провів у ельфійському королівстві Авлі. Цей час він вважав найкращим періодом свого життя, позаяк ельфи були довгожителями, і йому не доводилося бачити смерть друзів і близьких. Однак коли в Авлі настає черговий щорічний Фестиваль Весни, його святкування затьмарює зникненням добрих золотих і зелених драконів, які ніколи не пропускали цю урочистість. Предки велять Тарнуму розшукати драконів. Збираючись у похід, він віддає свого прийомного сина на ім'я Вержак під опіку колишній коханій — відьмі Адріен, яка перебувала з Тарнумом в довірчих відносинах. Король Авлі радить Тарнуму знайти древнього пророка — Ту-що говорить-з-драконами, імовірно обізнану про причину їх зникнення, а також забезпечує його армією і двома підручними: гномом Курбоном, що відповідає за продовольство, і розвідником-ветераном Аспен як радником.
Від Тої-що-говорить-з-драконами Тарнум дізнається, що добрі дракони були поневолені володаркою підземного царства Нігона — Мутаре. У грі Герої Меча і Магії III: Клинок Армагеддону присутня кампанія «Кров дракона», в якій розповідалося, як Мутаре взяла владу в Нігоні і заволоділа пляшечкою, що містила в собі кров Отця драконів. Випивши її, Мутаре перетворилася на могутнього дракона, здатного підпорядковувати собі всіх інших. Тому, Тарнум передусім розшукує заховану Пляшечку з кров'ю дракона і використовує її для звільнення Матерів драконів, здатну прикликати золотих і зелених драконів назад в Авлі.
Під час цієї місії Тарнум звільняє ельфійського капітана Валіту, яка була послана на пошуки Пляшечки раніше, але потрапила в полон і провела три місяці під тортурами демонів. Тарнум зауважує, що бувши тепер в його армії, Валіта тримається відчужено від усіх, не проявляє своїх навичок командувача і переважно спілкується тільки з гномом Курбоном. Через те, що вони стали часто потрапляти в засідки ворога, у радника Тарнума Аспена посилюються підозри, що Валіта є шпигункою Нігона. Але Тарнум не бажає підривати свою довіру до неї, і незабаром Валіта зізнається йому, що причина її відчуженості — почуття провини за смерть власних солдатів: перебуваючи три місяці під тортурами, вона розкрила демонам місцезнаходження свого загону і ті вбили всіх її воїнів. Тоді Тарнум розповідає їй дещо про своє минуле, коли він став винен у смерті сестри, і переконує Валіту пробачити саму себе. В результаті, між ними виникає любов. Це, однак, не переконує радника Аспена в його настрої проти Валіти, особливо коли він захоплює зашифровані послання, прикріплені до стріли з оперенням, яке використовує тільки Валіта. Але Тарнум, провівши власне розслідування, розкриває, що шпигуном є гном Курбон, який завжди був у курсі пересування армії Тарнума і навів підозри на Валіту, щоб не бути викритим. Коли Аспен розшифровує послання Нігону як доказу вини Курбона і готовий відкрито оголосити про них, гном смертельно ранить старого ельфа й тікає.
Паралельно з цим, війська Мутаре незабаром набирають величезну міць, оскільки володарка Нігона зуміла підпорядкувати собі могутніх іржавих, кристалічних і лазурних драконів. Розуміючи, що армії Авлі буде недостатньо для перемоги, Тарнум шукає допомоги серед чарівних драконів, які зуміли уникнути від її впливу. Тарнум здійснює блискавичну атаку на війська Мутаре, змусивши її знову відступити до Нігону. Внаслідок цього Мутаре висуває проти Безсмертного Героя всі свої сили, а Валіта виявляється взятою у заручники зрадником Курбоном. Але під час останньої битви Тарнум виявляє віз з Валітою і мертвим гномом, який все-таки покинув Мутаре, оскільки не хотів все життя перебувати в постійному страху — через що дракони Нігона наздогнали і вбили відступника.
Мутаре зрештою зазнає нищівної поразки й тікає назад у Нігон, де пізніше була вбита іншим підземним лордом. Виконавши чергове завдання Предків, Тарнум змушений покинути Авлі й Валіту. На честь перемоги над Мутаре ельфи нарікають його Другом драконів.

### Світове древо
Сценарії: Поклик здалеку, Безглузді руйнування, Околиці світу, Коріння Життя, Відродження
Одного разу уві сні Тарнум чує наказ захисти Світове Древо і відчуває потребу їхати на північний схід. Тарнум розуміє, що це нове завдання Предків, хоча й дивується, чому вони не вступили з ним у прямий контакт. Подорожуючи, Тарнум знаходить свою ціль — клан варварів, які охороняють печеру. Варвари розповідають Тарнуму, що довгі покоління вони, згідно традиції, вартували вхід у цю печеру, вже забувши для чого. Та нещодавно вони зазнали атаки некромантів і були майже повністю перебиті. Тарнум припускає, що Предки послали його сюди, щоб він увійшов до печери слідом за некромантами і перешкодив їм знищити легендарне Світове древо — джерело усього життя в світі.
Тарнум з військом варварів спускається все глибше і глибше в підземелля, йдучи слідами некромантов, і зустрічає інший клан варварів, що знаходиться в союзі з некромантами і називають себе Послідовниками Ворра. Від місцевого шамана Тарнум з подивом дізнається, що Ворр (англ. Vorr) — це один з Предків, який відібрав у бога війни поклоніння варварів і отримав унаслідок величезну могутність, втративши при цьому розум. Тепер він повеліває некромантами і варварами, задумавши знищити Світове Древо. Тарнум припускає, що без поклонінь йому варварів Ворр втратить свою могутність. За допомогою артефакту Брелок Абсолютної Пам'яті Тарнум показує ватажку Послідовників Ворра — королю Таргору — своє минуле і наслідки його життя як варварського тирана, якого Таргор прагне наслідувати. Переконавшись у помилці, король Таргор повертає свою армію проти Ворра, і хоча вони гинуть у битві, Ворр залишається без своїх послідовників і тікає.
Поступово Тарнум спускається в тунелі, покриті густою рослинністю і родючим ґрунтом, розуміючи, що це знак його близькості до Світового древа. Некроманти при цьому намагаються спалити тунелі, перегороджуючи шлях. У цей момент до Тарнума в допомогу приєднується ельф на ім'я Нілідон, чиї родичі були хранителями Світового Древа до варварів. Нілідон розкриває йому, що ельфійською говіркою Древо називалося Корінням Життя, оскільки всі тунелі, по яких подорожував Тарнум в пошуках Світового Древа, насправді пролягають всередині коріння Древа. Саме тому некроманти і спалюють тунелі.
Безсмертний Герой остаточно розбиває сили некромантів і, переконавшись що Світове Древо зможе відновити себе після заподіяного йому збитку, вирушає на поверхню — на пошуки божевільного Предка Ворра.

### Полум'яний Місяць
Сценарії: Окраїнні піски, Безіменна земля, Блискучий Міст, Полум'яний Місяць, Божевільний Злодій
Тарнум вибирається з тунелів Світового древа, щоб продовжити пошуки Ворра та двох інших Предків, чиє зникнення, як він припускає, було пов'язано з їх збожеволілим братом. За якийсь час Безсмертний Герой знову чує духовний поклик, що направляє його на північний захід, до вершин гір. Цього разу йому протистоять армії невідомо звідки прибулих демонів, і разом з тим Тарнум виявляє, що зникнення Предків ослабило його: він старіє і вперше відчуває біль від безлічі поранень, отриманих за кілька сотень років.
Під час своєї подорожі Тарнум бере в полон покаліченого біса на ім'я Скіззік, який розкриває йому місцезнаходження Ворра. Він розповідає, що Ворр переніс своїх братів на Полум'яний місяць — світ, який колись був повністю розорений демонами. Сам Скіззік виконував роль слуги в магічних в'язницях, куди були заточені Предки, проте одного разу випадково залишив двері в'язниць відкритими, за що і був вигнаний демонами. Тарнум здогадується, що саме цим моментом Предки скористалися, щоб послати йому доручення про захист Світового Древа. Разом зі Скіззіком, який тепер був його другом і провідником, Тарнум піднімається на вершини гір, де елементалі охороняли Блискучий Міст — портал, здатний відкрити шлях до будь-якого світу у Всесвіті. Скориставшись цим порталом, Тарнум потрапляє на Полум'яний Місяць.
Коли Тарнум добирається до магічних в'язниць і звільняє двох Предків, безсмертя повертається до нього. Однак божевільний Ворр намірений знищити світ Енрот за допомогою орд демонів, як вони зробили це зі світом, яким колись був Полум'яний Місяць. При першому ж прямому зіткненні з Ворром армія Тарнума виявляється розбита його могутніми силами. Хоча Тарнум знає, що він і Предки пов'язані один з одним, і що в разі вбивства Ворра вони приречені на зникнення, він твердо ставить перед собою мету врятувати Енрот. Коли Тарнум перемагає Ворра в останньому бою, Предки підносять своєму братові сік Світового Древа, який позбавляє його від безумства і той знову возз'єднується з ними. Після цієї перемоги Тарнум вперше знаходить надію, що коли-небудь він все ж зуміє спокутати всі гріхи минулого.

### Крижаний клинок
Сценарії: Лорд Тарнум, Земля Ворі, Новий ворог, Новий союзник, Полонення, Крижані тунелі, Дружина варвара, Захисники меча
Після поразки демонів носити їхній Клинок Армагеддону довірили напівлюдині-напівельфові Джелу, національному герою ельфійського королівства Авлі. Однак у Енроті існував ще один не менш могутній меч — Крижаний Клинок, і згідно давнього пророцтва, зіткнення цих артефактів призведе до загибелі всього світу. Щоб не дати збутися цьому, Джелу вирішив вирушити на пошуки Крижаного Клинка і знищити його, проте зробити це можна було лише Клинком Армагеддону. Предки прохають Тарнума зупинити Джелу, оскільки необачний похід впевненого у своїй правоті ельфа призведе до того, що обидва меча опиняться в небезпечній близькості.
На пошуки Крижаного Клинка Джелу вирушає до засніжених островів ельфів Вори, нащадком яких він є. Знаючи, що дружні королівства Авлі і Ератії не посміють воювати зі своїм героєм, Тарнуму доводиться очолити армію злих мешканців підземель Нігона, що залишилися розосередженими після смерті їх правительки Мутаре. Серед цих військ постійно виявляються заколотники, готові зайняти місце Тарнума, і щоб не втратити лідерство, Безсмертному Герою доводиться виявляти до них жорстокість, від якої він довгі роки намагався позбутися.
У землях Ворі Тарнум стикається з опором ельфів, що підтримують Джелу в його пошуках. Разом з цим він дізнається, що Крижаний Клинок бажає дістати деспотичний король Кілгор — ватажок країни варварів Крюлода, владу над якими він взяв у подіях кампанії «Фестиваль Життя» (Герої III: Клинок Армагеддону). Заради цього Кілгор посилає в землі Ворі свою третю дружину Кіджі, будь що роздобути Крижаний Клинок, в нагороду за який Кілгор забезпечить її дітей спадщиною Крюлода.
Для протистояння варварам Кіджі Тарнум поповнює свою армію могутніми блакитними драконами, Але через вербування цих істот і необхідності війни він сильно відстає від Джелу і навіть не знає, куди саме прямує ельф. Щоб вивідати маловідоме місцезнаходження Крижаного Клинка, Тарнум бере в полон близького друга Джелу — гнома Уфретіна, який був соратником самого Безсмертного Героя під час війни з Мутаре. Коли Тарнум розкриває Уфретіну свою особистість, скинувши обладунки лорда підземель, гном спочатку вважає його зрадником. Тоді Тарнум вирішує продемонструвати гному своє безсмертя, вдаривши ножем у груди, і пояснює йому, що вже багато років намагається спокутувати свої гріхи, і його похід з армією підземель проти Джелу відбувається заради блага всього світу. Добившись довіри Уфретіна, Тарнум відпускає його. Гном обіцяє затримати пошуки Джелу і розповідає, що Крижаний Клинок знаходиться в легендарному місті Вольє, загубленому в крижаних тунелях під островом Ворі; передбачається, що саме Крижаний Клинок створив гігантський льодовик навколо Вольє, що змусив місто піти під землю. Перед тим, як попрямувати до нього, Тарнум вирішує розгромити армію Кіджі, знаючи, що вона не відступить у пошуках меча. Саму Кіджі Тарнум залишає в живих і дає їй можливість піти.
Наприкінці кампанії Тарнум і Джелу виявляються однаково близькі до Вольє, хоча ельфи Ворі, які живуть у місті, не дозволяють ні тому, ні іншому забрати Крижаний Клинок. Безсмертний Герой першим добирається до Вольє і виявляє, що Крижаний Клинок пропав, а в місці його зберігання залишилася варварська сокира. Тарнум розуміє, що Кіджі, яку він пощадив, все ж пробралася у Вольє першою і викрала меч. У відчаї, він з благанням звертається до Предків: «Прошу, не дайте моєму милосердю погубити цей світ!».

### Повстання володаря звірів
Сценарії: Зберігач надії, Перший закон, Іменем короля, Син короля, Викуп, Заграниччя, Назва народу, Перша Таталійська війна
У часи завоювання імперії Бракадун Тарнум силою підпорядкував собі жителів Болотяних земель, і після перемоги покинув їх за непотрібністю. Згодом Болотяні землі були завойовані Ератією, і коли на її трон зійшов черговий правитель з династії Грифонхарта, знаний як Божевільний Король, цей миролюбний і не здатний чинити опір народ опинився в жорстокому рабстві. За велінням Предків і власним почуттям провини, Тарнум приходить в Болотяні землі і організовує повстання серед їх жителів. Зневірені раби, яких лицарі багато років мучили і вбивали за найменші провини, чимраз більше приєднуються до Безсмертного Героя, у міру того як він перемагає злих ератійських командувачів, які керували болотяними землями за наказом Божевільного Короля.
Бачачи, що безліч років позбавлені волі жителі боліт поводяться неорганізовано по відношенню один до одного, Тарнум, заручившись підтримкою їхніх мудрих відьом, вирішує створити для жителів Болотяних земель звід законів. Тарнум розуміє, що після остаточної перемоги Предки відкличуть його, і вести болотяний народ стане нікому, тому він вибирає їм ватажка — молодого чоловіка на ім'я Драгло, який виріс на болотах і виявляв співчуття не тільки до рабів, а й до ератійців, вимушених виконувати накази Божевільного Короля. Тим часом, Божевільний Король відправляє на війну з повсталими рабами свого юного сина, принца Нівена. Саме Нівен, за його благородство, по-справжньому лояльні ератійські аристократи, мріють про відхід з трону його батька-тирана, тому Божевільний Король сподівається, що принц загине у влаштованій війні. Але Тарнум вирішує скористатися цим і, показавши Нівену страждання болотяного народу від рук Ератії, переманює того на свою сторону. Як і у випадку з Драгло, Тарнум бачить в принцові гідного правителя свого королівства. Коли ератійці, впевнені в тому, що Нівен є заручником, полонять болотяних відьом як викуп, принцу доводиться тимчасово покинути повстанців і повернутися до Ератії.
Зрозумівши, що повністю звільнити Болотні землі може лише відкрита війна проти Божевільного Короля Грифонхарта, Тарнум наймає війська кровожерливих варварів, предком яких він є. Звільнені раби засновують власну країну на їхніх споконвічних Болотяних землях і називають її Таталія, що з їх стародавньої мови означає «спільнота». У Ератії відбувається переворот, і на місце свого батька-тирана сходить Нівен. Від безвиході, Божевільний Король Грифонхарт бере всіх, хто залишився вірним йому, і сходиться в останній битві з об'єднаними силами Тарнума і новоявленого короля Ератії Нівена. В поєдинку один на один Тарнум і Божевільний Король завдають один одному смертельних ран.
За день до того, як таталійці збираються з почестями поховати свого вождя, вцілілий Безсмертний Герой непомітно залишає їх, давши Таталії та її першому правителю самим вирішувати свою долю.

### Завершення історії Тарнума
Сюжетна лінія Тарнума, викладена в Хроніках Героїв, отримала своє завершення в Героях Меча і Магії IV, в кампанії «Колишня велич». Хоча Тарнум там не є ігровим персонажем, він фігурує як частина основи сюжету кампанії, викладеному в текстових повідомленнях (крім того, від особи Тарнума ведеться вступний брифінг до кожної з місій кампанії).
Коли світ Енрот загинув у катастрофі, викликаної схрещенням Крижаного Клинка і Клинка Армагеддону, Тарнум, як і багато інших, перейшов через магічний портал в новий світ Аксеот. Разом з Тарнумом подорожував його прийомний син Верджак, який раніше згадувався в кампанії «Сутички драконів». Бувши в новому світі, Безсмертний Герой бажає надалі спокутувати провину перед варварами, яких він сам колись зробив жорстоким народом. Однак ті клани варварів, які зуміли врятуватися у катастрофі й перебратися в Аксеот, пішли стопами їх останнього короля, тирана Кілгора, і розв'язали міжусобиці за місце в новому світі. Розуміючи, що це може обернутися зникненням всього народу, Тарнум ставить мету об'єднати їх і повернути їм честь, разом з тим наставляючи свого прийомного сина, в якому Тарнум бачить гідного короля варварів.
Так Тарнум і Вержак здійснюють довгий шлях по Аксеоту. Деякі клани приєднуються до них, але у Вержака залишаються два сильних супротивника — Хундрік і Вогель. Справа приймає рішучий оборот: поки Вержак прагне звільнити сім'ї варварів, поневолених Хундріком, Тарнум йде на розвідку і не повертається — війська Вогеля перебили його загін і кинули Безсмертного Героя у в'язницю. Перед Вержаком постає дилема: набирати армію для визволення бранців Хундріка, або ж врятувати свого батька з в'язниці. Але врешті-решт він розуміє, що сам Тарнум пішов би на жертву заради свого народу. Так, Вержак дізнається, що полонений Тарнум був жорстоко побитий і страчений Вогель. Але після остаточної перемоги Вержака над Хундріком і Вогель живий Тарнум повертається до свого прийомного сина і розповідає йому всю свою історію як Безсмертного Героя, що почалася близько тисячі років тому. Воз'єднавши варварів і виховавши для них гідного короля з Верджака, він отримав від Предків можливість піти в Рай. Однак Тарнум відмовляється від цього, щоб жити з усіма, кого він захищав, в новому світі, підсумовуючи свої пригоди словами: «Цьому новому світові як і раніше потрібні герої».

## Оцінки й відгуки
Хоча оригінальна гра Heroes of Might and Magic III отримала високі оцінки, Heroes Chronicles зазнали осуду за простоту компонування карт і надмір скарбів на них, що помітно зменшувало складність проходження. Критикувалася також висока ціна кожної кампанії, порівнянна з ціною окремої гри — $20, при тому, що доповнення були лише сюжетними.
Так, сайт Eurogamer оцінив «Хроніки» в 6 балів з 10 з вердиктом: «Якщо ви є досвідченим гравцем у Героїв, „Хроніки“ — це радше закуска, ніж обід з чотирьох страв, і вам напевно схочеться зберегти свої копійки, сподіваючись, що наступного року буде випущено справжнє продовження».